# St. Louis Open 1974
Il St. Louis Open 1974  è stato un torneo di tennis giocato sulla terra rossa. È stata la 5ª edizione del St. Louis Open, che fa parte del World Championship Tennis 1974. Si è giocato a St. Louis negli Stati Uniti, dal 22 al 28 aprile 1974.

## Campioni

### Singolare
Stan Smith ha battuto in finale  Alex Metreveli con il punteggio di 6–2, 3–6, 6–2

### Doppio
Ismail El Shafei /  Brian Fairlie hanno battuto in finale  Ross Case / Geoff Masters con il punteggio di 7–6, 6–7, 7–6